# Лошниця
Лошниця (біл. вёска Лошніца) — село в складі Борисовського району Мінської області, Білорусь. Село підпорядковане Лошницькій сільській раді, розташоване в північно-східній частині області.

## Відомі люди
- Бірич Тетяна Василівна — білоруська радянська лікар-офтальмолог, член-кореспондент Академії наук Білоруської РСР, доктор медичних наук, професор, Герой Соціалістичної Праці, заслужений діяч науки БРСР, заслужений лікар БССР. Народилася в Лошниці.